# Slottsholmen, Kungsör
Slottsholmen är ett naturreservat vid Arbogaån, ett par kilometer väster om Kungsör. Reservatet är en välbetad hage med grovstammig ek och runt berghällarna finns  det mycket med mandelblom.. I området finns de sällsynta skalbaggsarterna gulbent kamklobagge, avlång flatbagge, knäppare, Hylis procerulus samt skeppsvarvsfluga.
Holmen är namngiven efter en borgruin som består av en kastal med kringliggande byggnader i sten och trä samt omgivande vallar som ligger på holmen. Johan Hadorph hävdade på 1600-talet att borgen ursprungligen skulle ha hetat Åkersborg, och nämns endast en gång i dokumenten, i ett kvitto från 1357. Borgen förefaller anlagd på 1300-talet och har sedan byggts om på 1400- och 1500-talen.

## Bilder

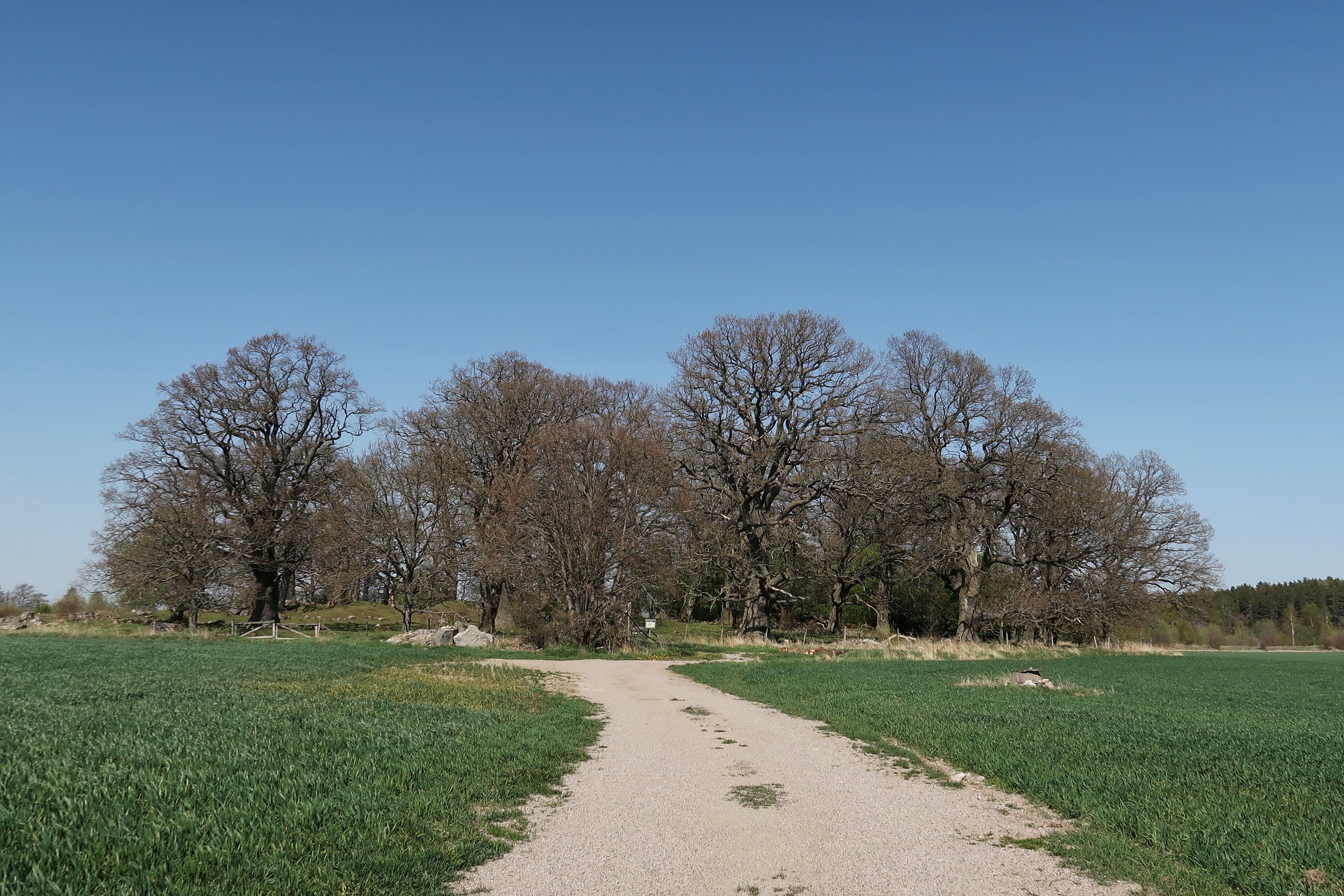
Slottsholmen ligger som en grönskande ö med gamla ekar.
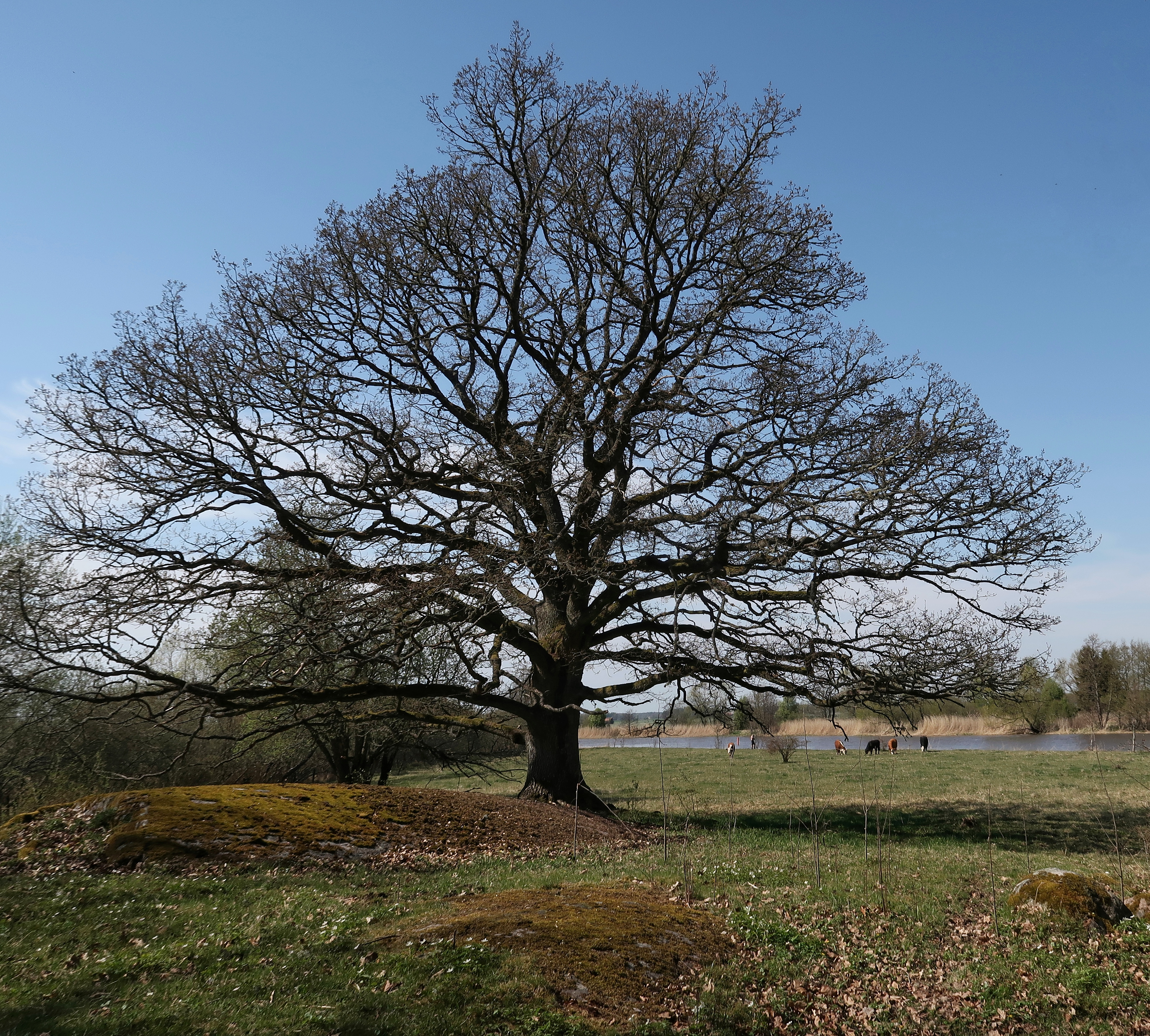
Området betas av kor för att hålla landskapet öppet.
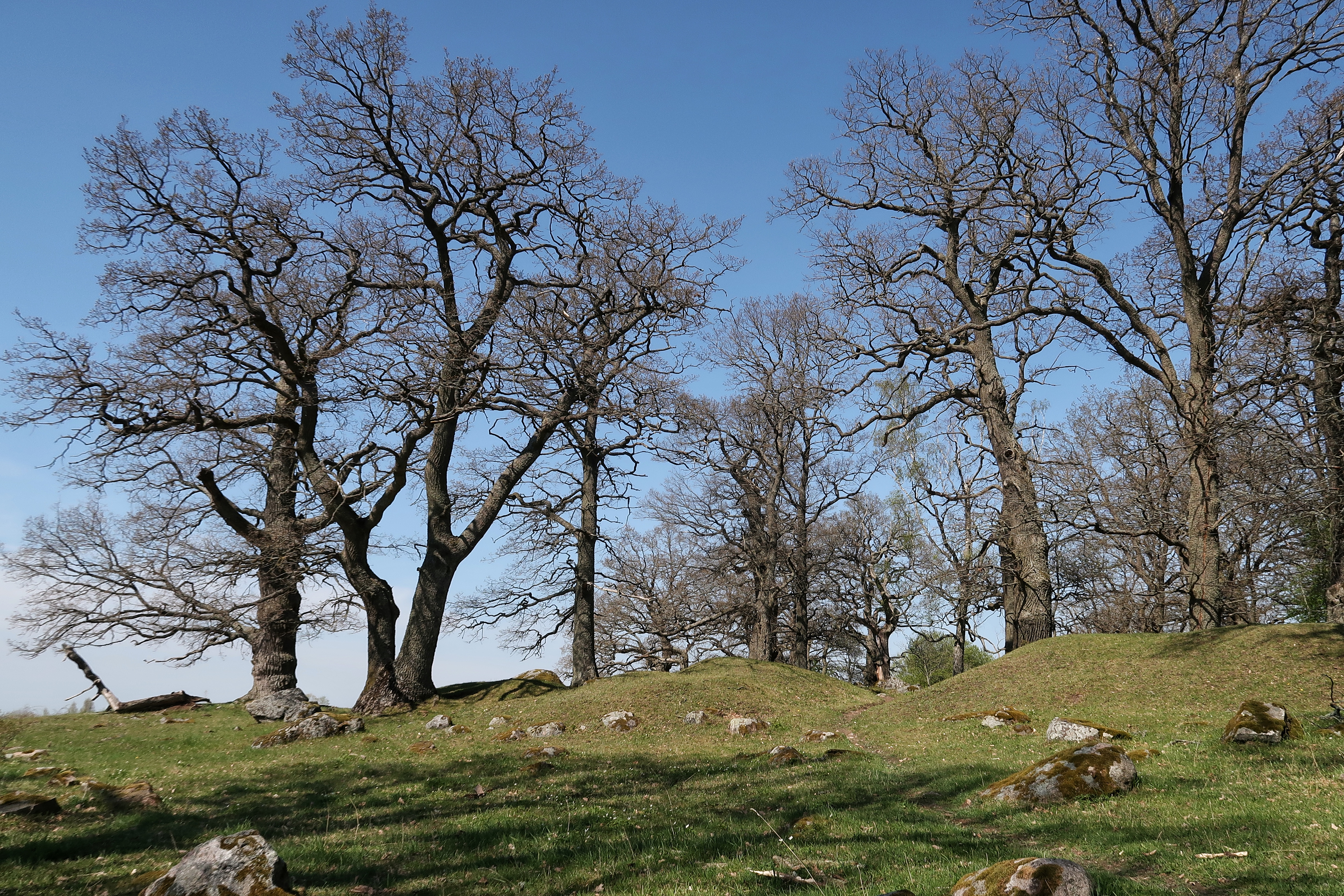
Många av ekarna är flera hundra år gamla.
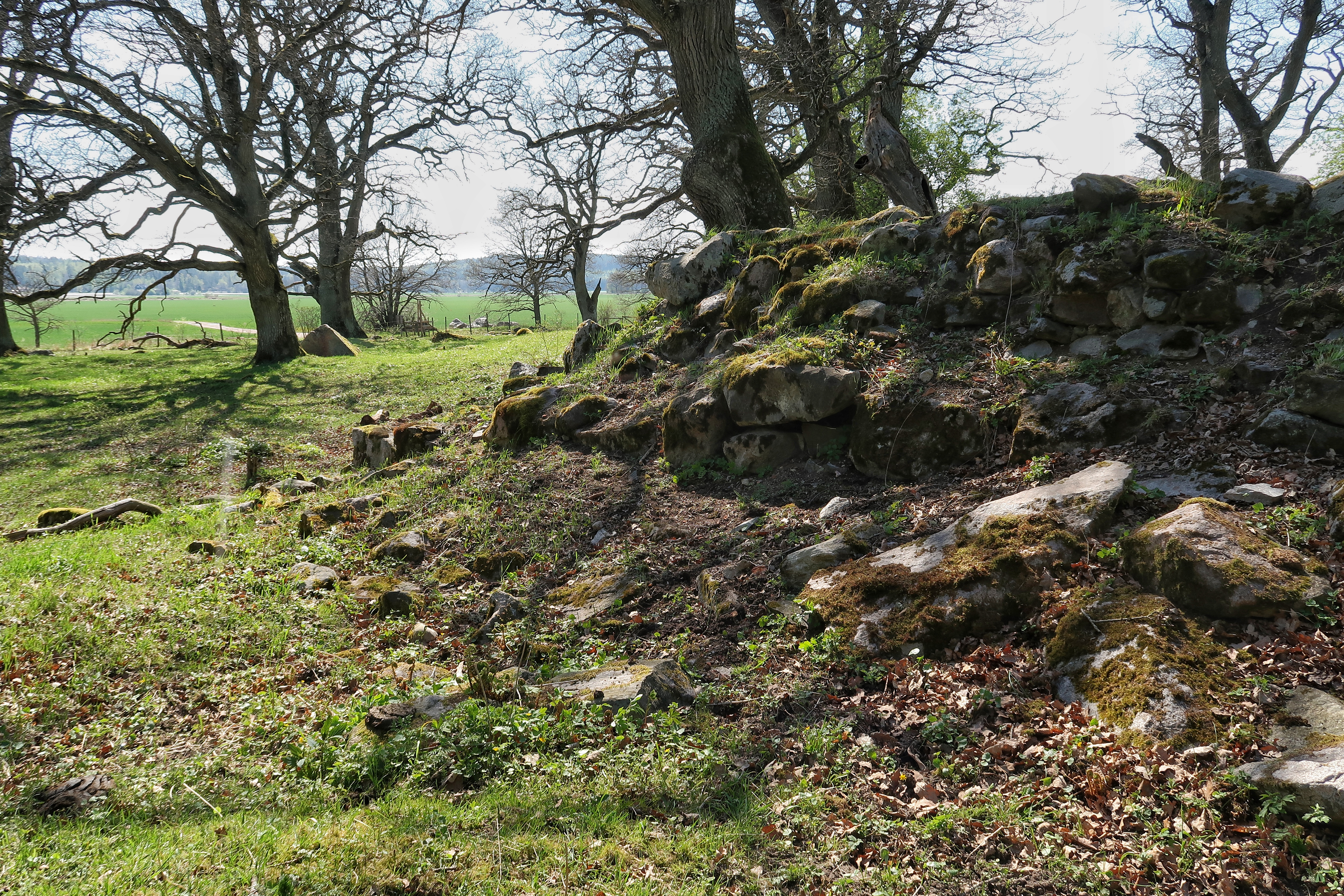
Under de övervuxna kullarna döljer sig rester av en gammal försvarsanläggning.